# 巴塞尔犹太会堂

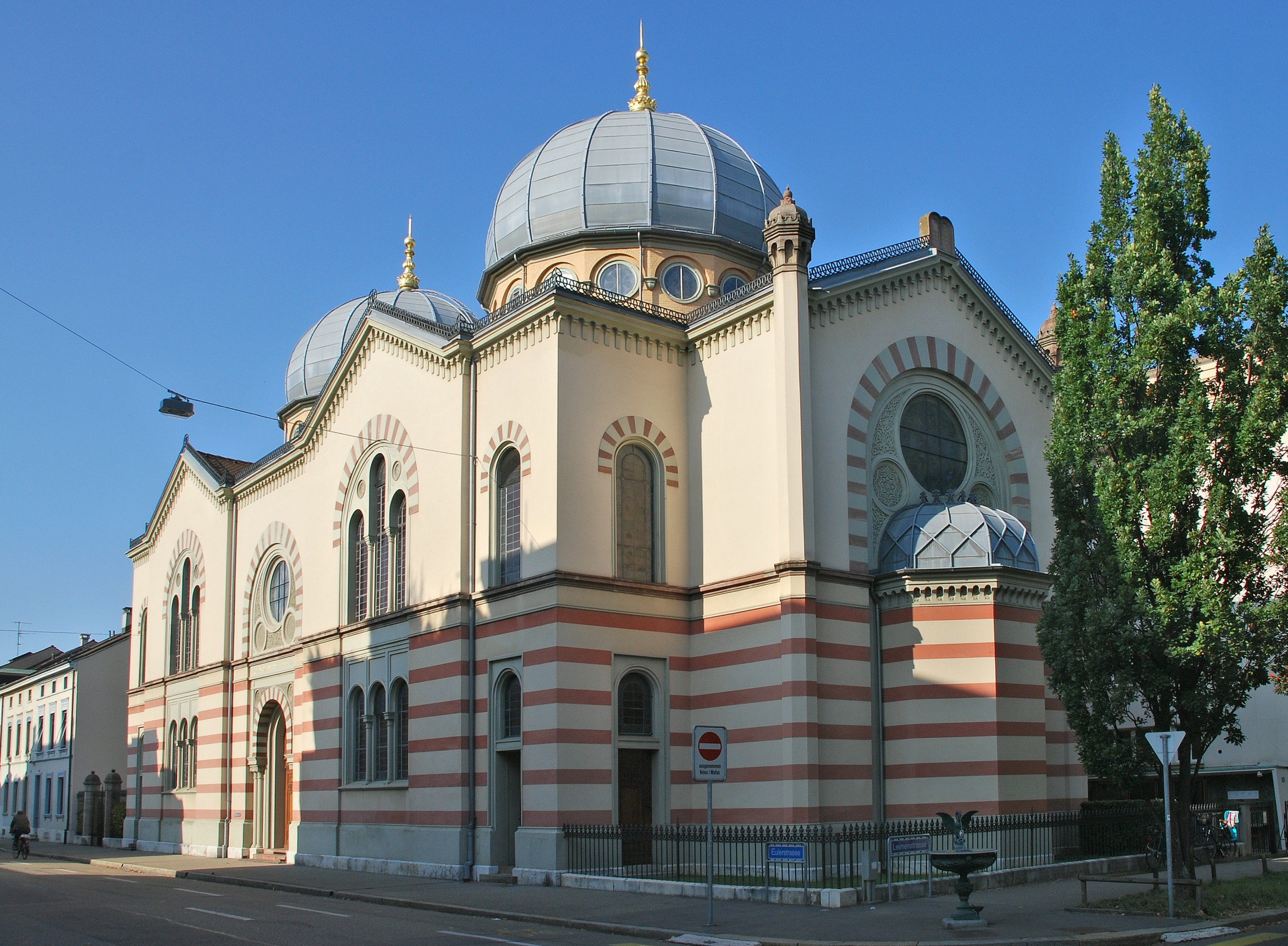
巴塞尔犹太会堂

巴塞尔犹太会堂是瑞士城市巴塞尔犹太人的中心。这座有两个闪耀金光的圆顶的犹太会堂具有东方特色，具有特色地出现在巴塞尔街头。 

## 建筑史
1864年起，当地犹太人讨论建立一个犹太会堂。它由赫尔曼·高斯建于1866年至1869年，集中的新拜占庭十字拱顶，东侧的小室安放约柜。 
1892年该犹太会堂第一次扩建，保罗·雷珀为它增加了第二个圆顶。
在1947年装修后，室内变为统一的灰色。1986年至1987年，犹太会堂全面整修。